# Fototecnica
Fototecnica o Fototecnica Torino è stato un produttore di fotocamere dal 1940 al 1950, con sede a Torino. La società ha prodotto diverse fotocamere tipo box.

## Produzione
- Bandi (1946) 6x6 cm
- Rayflex (1946) 6x6 cm
- Filmor (1950) 6x6 o 6x9
- Aquilotto (1952) 6x9 cm
- Maxima (forse prodotta da Fototecnica)
- Rayelle (1954) 6x9 cm
- Herman olympic atype (1955)